# Thecla echelta
Thecla echelta är en fjärilsart som beskrevs av William Chapman Hewitson 1867. Thecla echelta ingår i släktet Thecla och familjen juvelvingar. Inga underarter finns listade i Catalogue of Life.